# Microregione di Canarana
Canarana è una microregione dello Stato del Mato Grosso appartenente alla mesoregione di Nordeste Mato-Grossense.

## Comuni
Comprende 8 comuni:
- Água Boa
- Campinápolis
- Canarana
- Nova Nazaré
- Nova Xavantina
- Novo São Joaquim
- Querência
- Santo Antônio do Leste